# Саговник Туара
Саговник Туара (лат. Cycas thouarsii) — вечнозелёное древовидное растение рода Саговник. Вид назван в честь французского ботаника Луи Мари Обер Дю Пети-Туара (1758—1831).

## Ботаническое описание
Стебель древовидный, до 4 м высотой. Листья тёмно-зелёные, полуглянцевые, длиной 150—210 см. Пыльцевые шишки веретеновидные, от оранжевого до коричневого цвета (бледные). Мегаспорофилы 29—32 см длиной, жёлто-войлочные. Семена яйцевидные, 50—60 мм. Саркотеста оранжево-коричневого цвета.

## Распространение, экология
Страны распространения: Коморские острова, Кения, Мадагаскар, Майотта, Мозамбик, Сейшельские острова, Танзания. Растёт от уровня моря до 200 м. Растения растут в открытых редколесьях или по краям леса, как правило, вблизи побережья. Они встречаются редко, как отдельно, так и небольшими группами. Количество осадков колеблется от 1000 до 3000 мм в год. Как правило, растёт на песке или на коралловых образованиях.

## Угрозы и охрана
Существенных угроз этому виду нет, хотя растения были нарушены коллекционерами, и в прибрежных районах (рост городов-курортов) и расширение сельскохозяйственного производства. Растения, возможно, есть в Saadani National Park в Танзании.

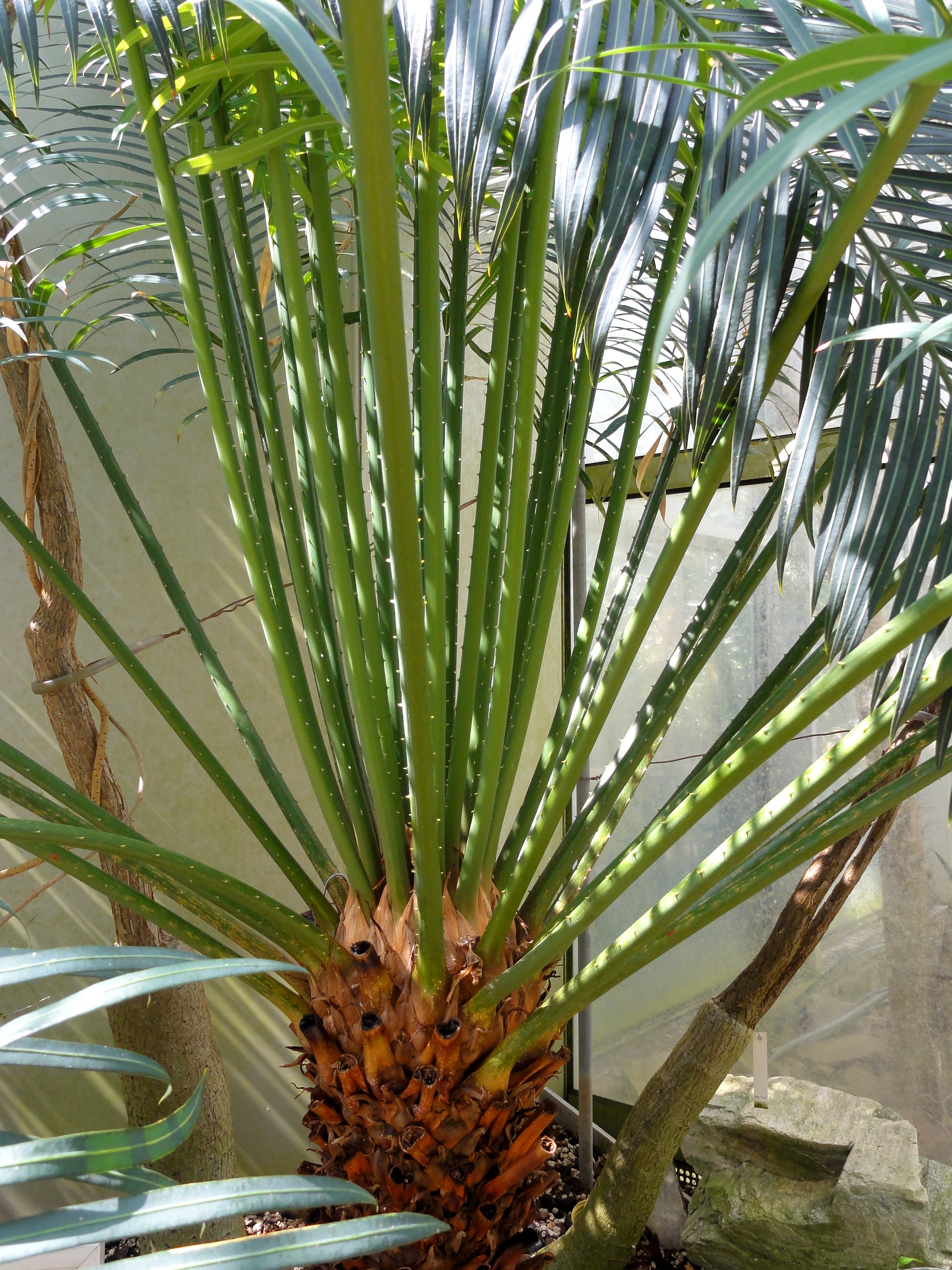
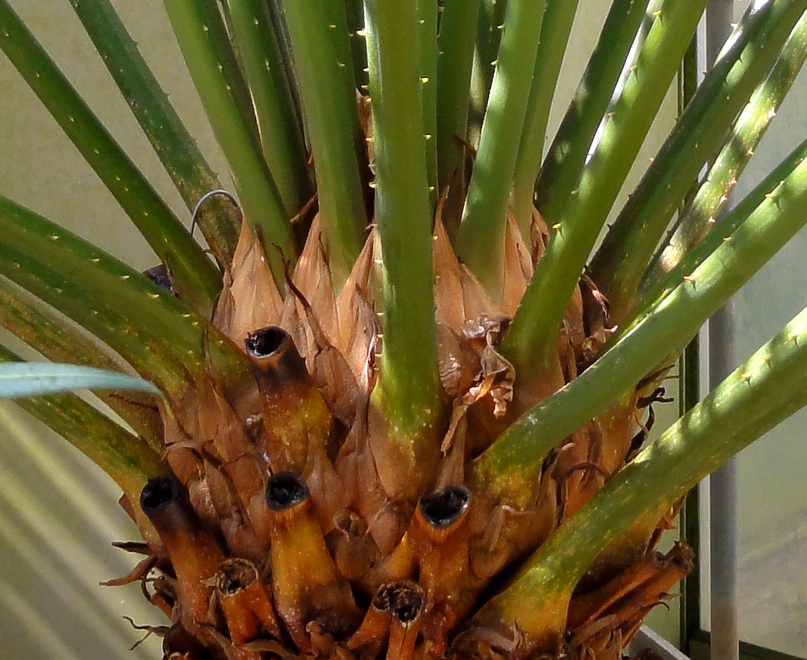
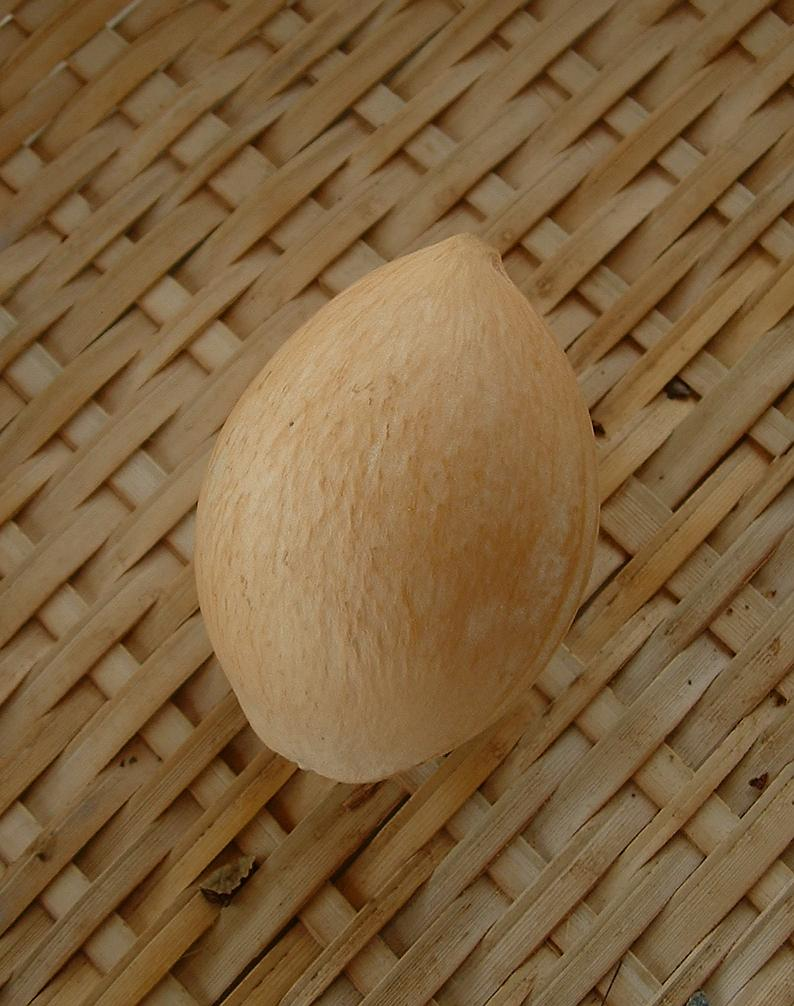
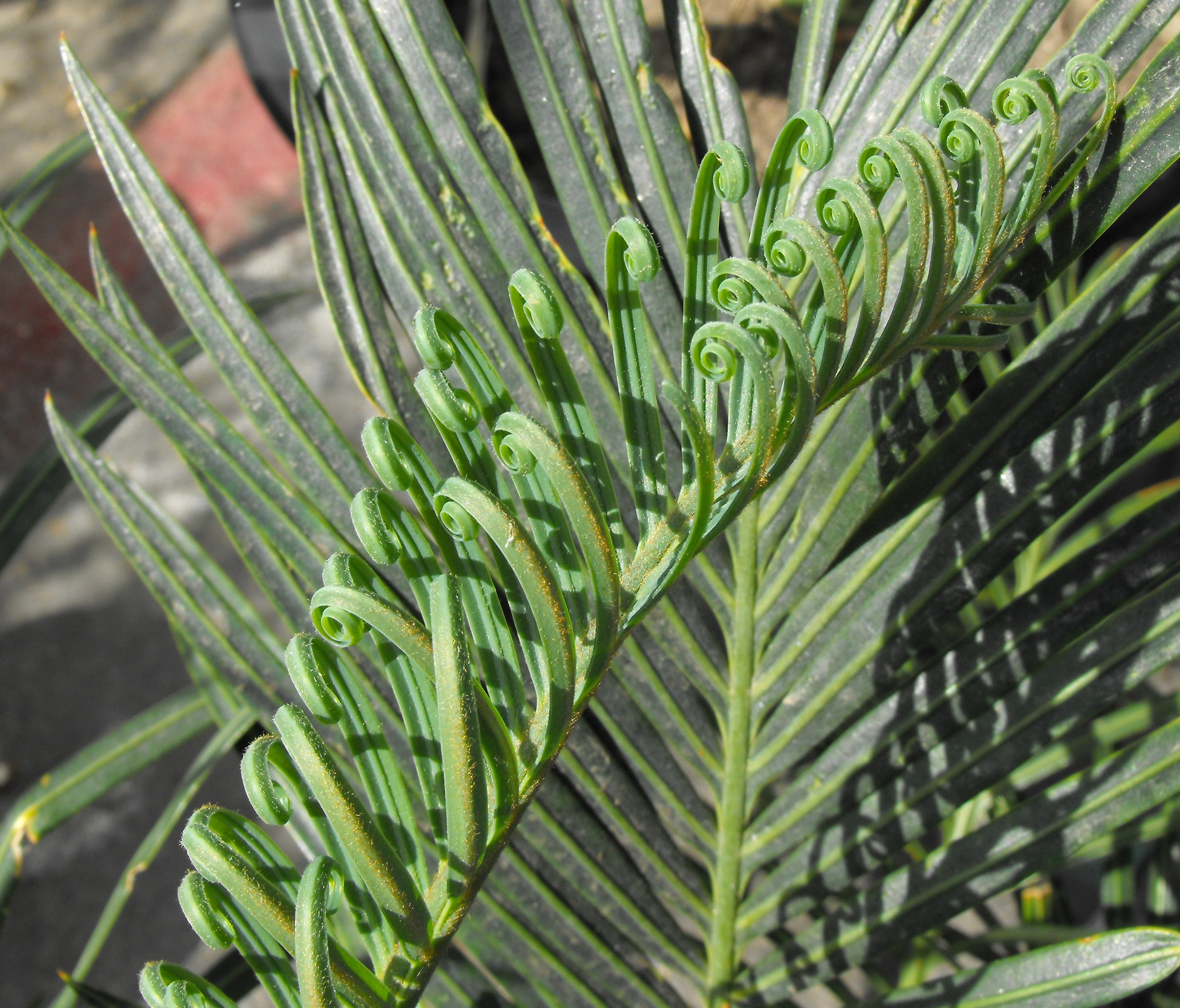
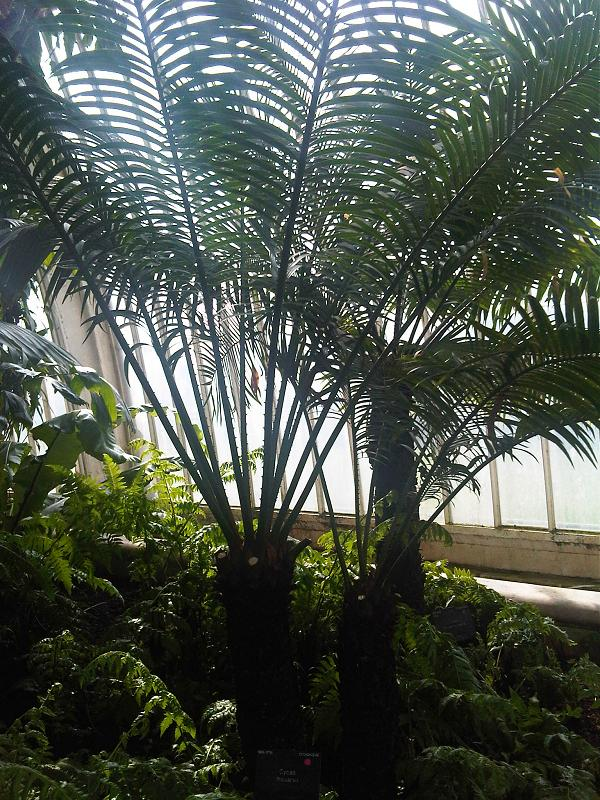
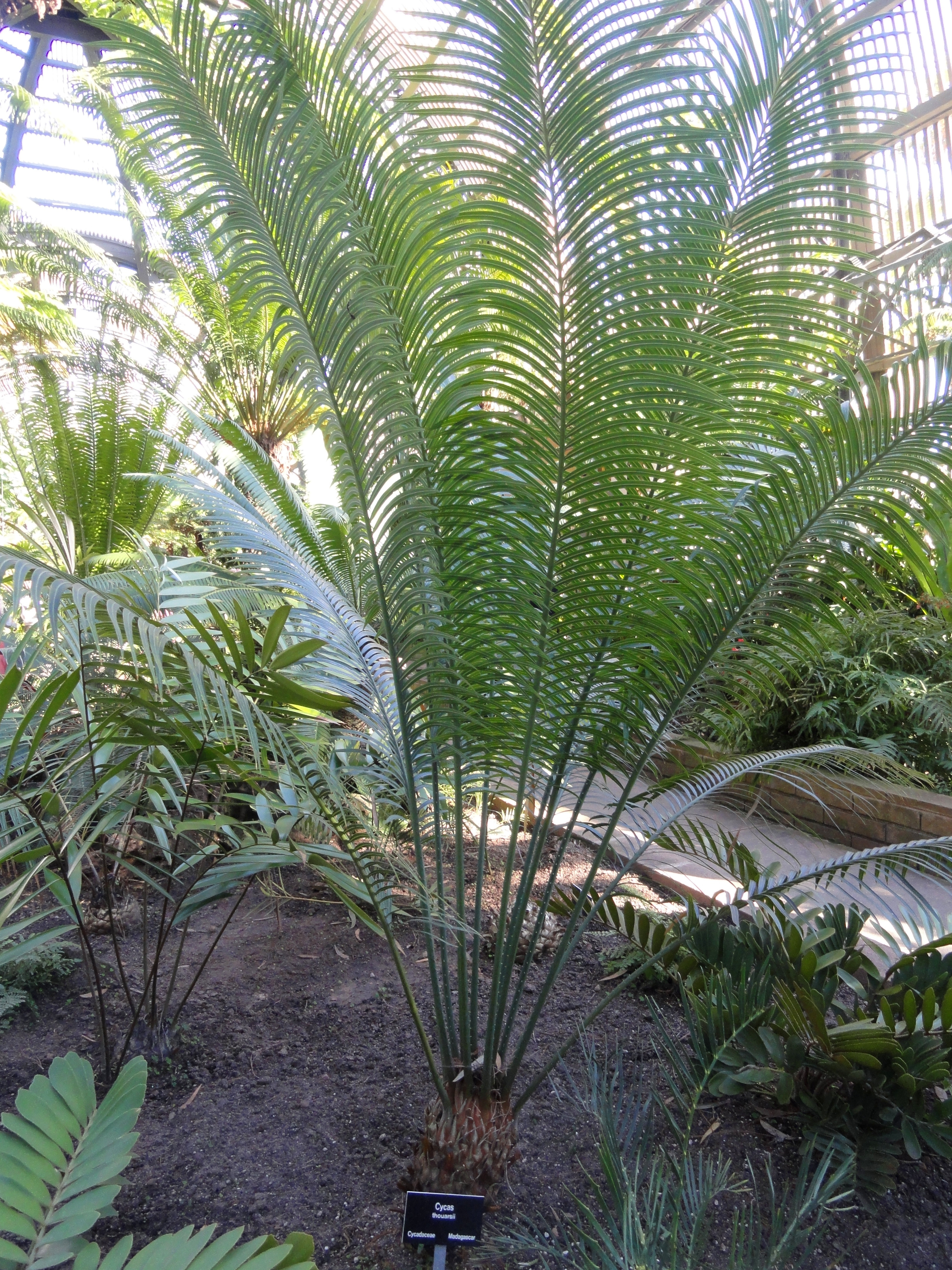